# Mural s prikazom Dioklecijana iza splitskog HNK
Mural s prikazom Dioklecijana iza splitskog HNK, prvi je mural u Splitu. Nalazi se sa stražnje strane ugostiteljskog objekta iza splitskog Hrvatskoga narodnog kazališta.
Zid su oslikali maturanti splitske Umjetničke škole 1983. godine pod mentorstvom prof. Gorkija Žuvele. Akciju su poduzeli radi osvježavanje onda zapuštene okoline splitskog Hrvatskoga narodnog kazališta.
Dugo je bio zapušten i prepušten trunjenju, atmosferskim utjecajima i bez održavanja. Godine 2020., aktivisti iz Građanske inicijative Split pozvali su gradske vlasti na renovaciju ovog prvoga splitskog murala.